# Дороніна Майя Степанівна
Майя Степанівна Дороніна (7 травня 1942; нар. Нова Парафіївка, Кегичівський район, Харківська область)— економістка, докторка економічних наук (2003), професорка (2004). Автор 18 монографій, 30 навчальних посібників.

## Біографія
В 1964 році закінчила харківський інженерно-економічний інститут, де і почала працювати. З 2003-го завідувачка кафедри соціології та психології управління. Серед її наукових інтересів: економіка, маркетинг, організаційна поведінка поведінка, фінанси, соціальна психологія та технології менеджменту.

## Монографії
- Управління економічними та соціальними процесами підприємства. — ХДЕУ, 2002.
- Управління мотивацією. — 2006.
- Культура спілкування ділових людей. — КМ Академія, 1998.
- Соціально-економічний механізм мотивації трудової поведінки. — 2006.
- Протиріччя в мотивації управлінського персоналу промислових підприємств. — 2013.
- Самоменеджмент: сутність, умови виникнення і розвитку. — 2006.